# Breze (Novi Vinodolski)
Breze su naselje u Hrvatskoj u sastavu Grada Novog Vinodolskog. Nalaze se u Primorsko-goranskoj županiji.

## Zemljopis
Jugozapadno su Donji Zagon, Ledenice i Bater. 

## Povijest
Breze su se početkom velikosrpske pobune 1990. nalazile dovoljno strateški duboko i sigurno, a dovoljno blizu bojišta i logistici u Rijeci. Stoga je travnja 1991. hrvatska policija zbog hitnosti situacije ovdje uspostavila vježbalište za svoju specijalnu policiju. Specijalna jedinica PU Primorsko-goranska "Ajkula" je po osnivanju odmah upućena u ovo selo na brzo uvježbavanje, radi pripreme za očekivana skora borbena djelovanja.

## Stanovništvo
| broj stanovnika |       |       | 6     | 228   | 272   | 288   | 306   | 312   | 238   | 337   | 426   | 62    | 10    | 6     | 5     | 4     | 14    |
|                 | 1857. | 1869. | 1880. | 1890. | 1900. | 1910. | 1921. | 1931. | 1948. | 1953. | 1961. | 1971. | 1981. | 1991. | 2001. | 2011. | 2021. |